# Jaroslav Hlava
Jaroslav Hlava (Dolní Kralovice, 7 maggio 1855 – Praga, 31 ottobre 1924) è stato un patologo ceco.
Nel 1879 si laureò alla Facoltà di Medicina dell'Università di Praga. Nel 1887 divenne professore ordinario di anatomia patologica. Fu rettore dell'ospedale generale di Praga e direttore dell'Istituto ceco di anatomia patologica. Fu un pioniere della batteriologia e studiò l'eziologia delle malattie infettive e dell'oncologia.